# 葉元錫

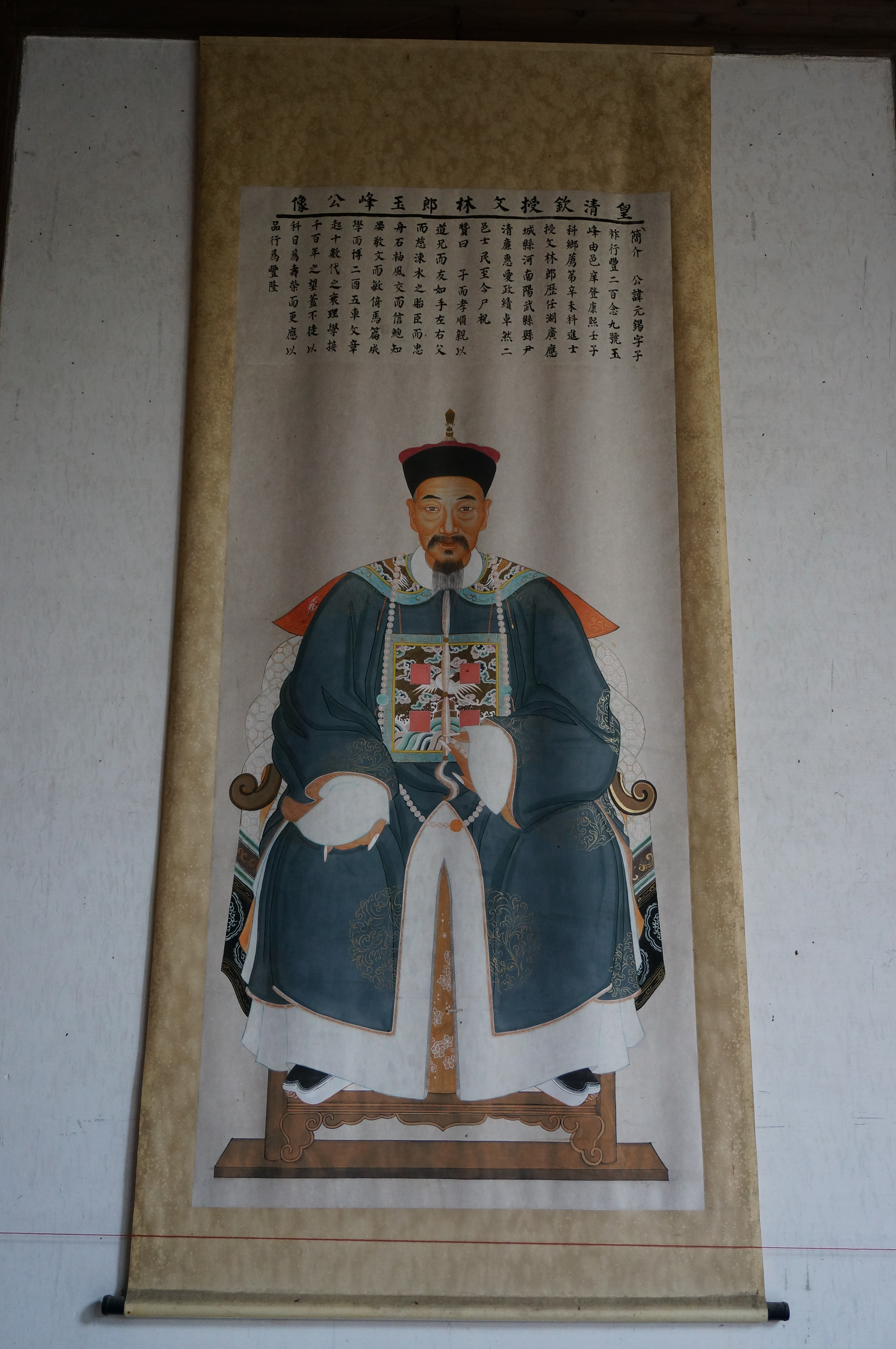
叶元锡像，悬于新叶村西山祠堂。

葉元錫，字子祚，浙江省金华府兰溪县瑞山乡太平里二十二都一图白下叶村（今杭州建德市大慈岩镇新叶村）人，清朝政治人物，同进士出身。
康熙三十年（1691年），登辛未科进士，授文林郎，历任湖北应城县、河南阳武县知县。